# OGAE Second Chance Contest 1989
El III OGAE Second Chance Contest - OGAE SCC 1989 (Concurso OGAE Segunda Oportunidad) se llevó a cabo en Östersund, Suecia por segunda vez consecutiva y contó con la participación de nueve países. España hizo su debut en esta tercera edición mientras que Irlanda y Países Bajos se retiraron de la competencia. Al igual que el año anterior, cada país tuvo que presentar una canción que no ganó su final nacional para el Festival de la Canción de Eurovisión de 1989. La ganadora fue Lecia Jønsson de Dinamarca con la canción «Landet Camelot», que quedó en segundo lugar en la selección nacional danesa, el Dansk Melodi Grand Prix 1989, y representó el primer triunfo del país en el OGAE SCC. El segundo lugar de esta edición fue para Lili & Susie de Suecia mientras que Andreas Martin de Alemania quedó en tercer lugar. El último lugar fue para el país debutante, España, que solo recibió 1 punto de Finlandia.

## Resultado Final
| N.º | País        | Intérprete         | Canción                        | Lugar | Pts. |
| --- | ----------- | ------------------ | ------------------------------ | ----- | ---- |
| 01  | Israel      | Anat Atsmon        | «Bachalom»                     | 6     | 38   |
| 02  | Dinamarca   | Lecia Jønsson      | «Landet Camelot»               | 1     | 72   |
| 03  | España      | La Dama Se Esconde | «Capturado»                    | 9     | 1    |
| 04  | Suecia      | Lili & Susie       | «Okey, Okey»                   | 2     | 69   |
| 05  | Finlandia   | Chris Owen         | «Vad Finns Kvar»               | 4     | 51   |
| 06  | Noruega     | Tor Endresen       | «Til Det Gryr Av Dag»          | 4     | 51   |
| 07  | Reino Unido | Julie C            | «You Stepped Out Of My Dreams» | 7     | 23   |
| 08  | Alemania    | Andreas Martin     | «Herz An Herz»                 | 3     | 60   |
| 09  | Grecia      | Anna Vissi         | «Kleo»                         | 8     | 22   |

## Tabla de votaciones
| ......Participante..... | Pts. | Bandera de Israel | Bandera de Dinamarca | Bandera de España | Bandera de Suecia | Bandera de Finlandia | Bandera de Noruega | Bandera del Reino Unido | Bandera de Alemania | Bandera de Grecia |
| ----------------------- | ---- | ----------------- | -------------------- | ----------------- | ----------------- | -------------------- | ------------------ | ----------------------- | ------------------- | ----------------- |
| Israel                  | 38   |                   | 4                    | 1                 | 1                 | 6                    | 8                  | 2                       | 6                   | 10                |
| Dinamarca               | 72   | 10                |                      | 4                 | 12                | 2                    | 12                 | 8                       | 12                  | 12                |
| España                  | 1    |                   |                      |                   |                   | 1                    |                    |                         |                     |                   |
| Suecia                  | 69   | 12                | 8                    | 12                |                   | 12                   | 6                  | 1                       | 10                  | 8                 |
| Finlandia               | 51   | 4                 | 6                    | 10                | 8                 |                      | 10                 | 4                       | 8                   | 1                 |
| Noruega                 | 51   | 8                 | 12                   | 8                 | 10                |                      |                    | 10                      | 1                   | 4                 |
| Reino Unido             | 23   | 1                 | 2                    | 2                 | 2                 | 8                    | 2                  |                         | 2                   | 4                 |
| Alemania                | 60   | 6                 | 10                   | 6                 | 6                 | 10                   | 4                  | 12                      |                     | 6                 |
| Grecia                  | 22   | 2                 | 1                    |                   | 4                 | 4                    | 1                  | 6                       | 4                   |                   |

Fuente: 